# 內莫孔

內莫孔是哥倫比亞的城鎮，位於該國中部，由昆迪納馬卡省負責管轄，距離首府波哥大94公里，始建於1537年，面積98平方公里，海拔高度2,416米，2005年人口11,093。

## 外部連結
- Official Website of the municipality of Nemocón[永久]

05°03′N 73°53′W / 5.050°N 73.883°W